# Willi Butollo
Willi Butollo (* 22. September 1944 in Eberstein (Kärnten)) ist ein österreichischer Psychologe, Psychotherapeut und Professor an der Ludwig-Maximilians-Universität München. 

## Ausbildung und Beruf
Nach der Matura in Klagenfurt ließ sich Butollo zunächst zum Grundschullehrer ausbilden. Anschließend studierte er Psychologie an der Universität Wien; sein Studium schloss er 1968 mit der Promotion zum Dr. phil ab. An der Universität Graz erlangte Butollo 1972 seine Habilitation für das Fach Psychologie. Anschließend arbeitete er an der Universität London, bevor er 1973 einen Ruf auf den Lehrstuhl für Klinische Psychologie an der Universität München erhielt.
Butollos Forschungsinteressen liegen im Bereich von Angst sowie der posttraumatischen Belastungsstörung, für die er ein eigenes Therapiekonzept entwickelte – eine Kombination von Gestalttherapie und Verhaltenstherapie unter dem Namen Integrative Therapie.

## Ehrungen
- 1970: Theodor-Körner-Preis
- 1972: Kardinal-Innitzer-Förderungspreis für Geisteswissenschaften